# Świętomira
Świętomira, Świętomirza – staropolskie imię żeńskie, złożone z członu Święto- ("święty", "silny, mocny") i -mira (mir – "pokój"). Może oznaczać "ta, która zapewnia trwały pokój". Męski odpowiednik: Świętomir.
Świętomira imieniny obchodzi 11 lutego.